# Дерев'янко Павло Юрійович
Павло́ Ю́рійович Дерев'я́нко (нар. 2 липня 1976, Таганрог, СРСР) — російський актор театру і кіно.

## Біографія
Народився 2 липня 1976 року в місті Таганрог.
Навчався в Києві, а потім приїхав до Москви, вступив до ГІТІС на курс Леоніда Хейфеца.
Влітку 1996 року, після закінчення першого курсу ГІТІСу, був засуджений на 1 рік (умовно) за незаконне придбання, зберігання та перевезення наркотичних засобів.
На другому курсі, коли з іншими студентами ставили спектакль «Затоварена бочкотара», його помітив режисер Олександр Котт. Режисерові сподобався талановитий хлопець, і через три роки, коли Котт почав зйомки свого фільму «Їхали два шофера», він розшукав Павла. У той час репетирував в проекті Олега Меншикова «Кухня», але від пропозиції Олександра Котта він не зміг відмовитися.

«У Меньшикова був театральний проект, у мене була маленька роль, — говорить Павло. — А тут пропозиція знятися в кіно, а в головній ролі. Порівняти це з кіно, з експедицією в тайгу — навіть поряд не стояло. Завжди потрібно приймати рішення, навіть якщо це комусь не приємно. Я свій вибір зробив».

У картині «Їхали два шофера» йому була запропонована головна роль легендарного шофера Кольки Снєгірьова з пісні «Чуйський тракт» — привабливого, меткого хлопця, що закохався в дівчину-шофера Раю (Ірина Рахманова). Фільм «Їхали два шофера» був тепло прийнятий глядачами, а роль Кольки Снєгірьова принесла починаючому акторові першу популярність. Наступного року він знявся в серіалі «Ділянка».
Наступні роботи молодого актора — роль Нестора Махно в «Дев'ять життів Нестора Махна» (2006), міліціонера, що влаштовує п'яний скандал в поїзді, в бойовику «Антикілер-2» та роль штрафника Курчати у військовому серіалі «Штрафбат».

## Особисте життя
Від колишньої фактичної дружини Дарини Мясіщевої є дві дочки: Варвара (2010) і Олександра (2014).
У 2019 році актор придбав ділянку на Алтаї - пара планувала там будувати будинок.
У березні 2020 року розлучився.

## Громадянська позиція
В жовтні 2023 року внесений до бази даних центру «Миротворець» за порушення державного кордону України літом цього ж року, посягання на територіальну цілісність, інформаційну підтримку сепаратистських утворень ДНР.

## Ролі в театрі
- «Затоварена бочкотара» — Володя Телескопів
- «Роберто Зукко» — Роберто Зукко
- «Шинель» — Акакій Акакійович Башмачкіна
- «Герой» — Крістофер Мехоун
- «Імаго pigmalionum» — Полковник Пікерінг
- «Дама чекає, кларнет грає» — «молодий коханець»
- «Майстер і Маргарита» — Кот Бегемот
- «Бі-фем» — Мати
- «Вій» — Хома Брут
- «Крихітка Цахес» — «Цахес»
- «Русские гірки» — «Гуго Пектораліс»
- «Дядя Ваня» — Дядя Ваня
- «Портрет» — Чартков

## Фільмографія
1. 2001 — Їхали два шофери — Коля
2. 2001 — Змішувач
3. 2002 — По той бік вовків (серіал) — Коля-інвалід
4. 2002 — Льодовиковий період (серіал)
5. 2003 — Ділянка (серіал) — фельдшер Вадик
6. 2003 — Батьківщина чекає (серіал)
7. 2003 — Як би не так
8. 2003 — Жінки в грі без правил
9. 2003 — Антикілер 2: Антитерор
10. 2003 — Француз — попутник у поїзді
11. 2003 — Бабуся — один Віті
12. 2004 — Штрафбат — Ципа
13. 2005 — Взяти Тарантіно — Гоша
14. 2005 — Справа про «Мертвих душах» (серіал) — Башмачкіна, Шиллер, Чичиков
15. 2005 — Єсенін (серіал) — Олексій Олексійович Ганін
16. 2005 — Люби мене — Шурик
17. 2005 — Бій з тінню
18. 2006 — Дев'ять життів Нестора Махна — Нестор Махно
19. 2007 — Неваляшка — Іван Жуков
20. 2007 — Бій з тінню 2: Реванш
21. 2007 — Кука — Серьога
22. 2007 — Утікачки — Веня
23. 2008 — Брати Карамазови — Павло Смердяков
24. 2008 — У гостях у Sкаzкі
25. 2008 — Плюс один — Кролик
26. 2008 — Гітлер капут! — штандартенфюрер Олаф Шуренберг — Шура Осєчкін
27. 2009 — На морі! — Паша
28. 2009 — Кішечка
29. 2010 — Щасливий кінець — стриптизер Паша
30. 2010 — Брестська фортеця — майор, полковий комісар Фомін
31. 2010 — Любов під прикриттям
32. 2010 — Кохання у великому місті 2 — охоронець спорт-корпусу
33. 2010 — Стомлені сонцем 2
34. 2010 — Я не Я — співак Ангел
35. 2011 — Ріо (мультфільм) — Голубчик (голос)
36. 2012 — Ржевський проти Наполеона — Ржевський
37. 2015 — Кривава леді Баторі — Атілла
38. 2016 — П'ятниця — Геннадій Антонов, психолог
39. 2017 — Салют-7 — Віктор Альохін, бортінженер